# Rewa (Pologne)
Pour les articles homonymes, voir Rewa.
Rewa ([ˈrɛva]) est un village du gmina Kosakowo, dans le powiat de Puck, voïvodie de Poméranie, dans le nord de la Pologne. Il est situé à environ 6 km au nord de Kosakowo, 11 km au sud-est de Puck et 31 km au nord de la capitale régionale, Gdańsk.
Le village est dans la Baie de Puck, en mer Baltique, et il a plusieurs plages sableuses qui attirent les touristes. La zone est un centre d'attraction pour la pratique de la planche à voile et du kitesurfing. Les marais proches sont une réserve naturelle et attirent plusieurs espèces d'oiseaux des zones humides.

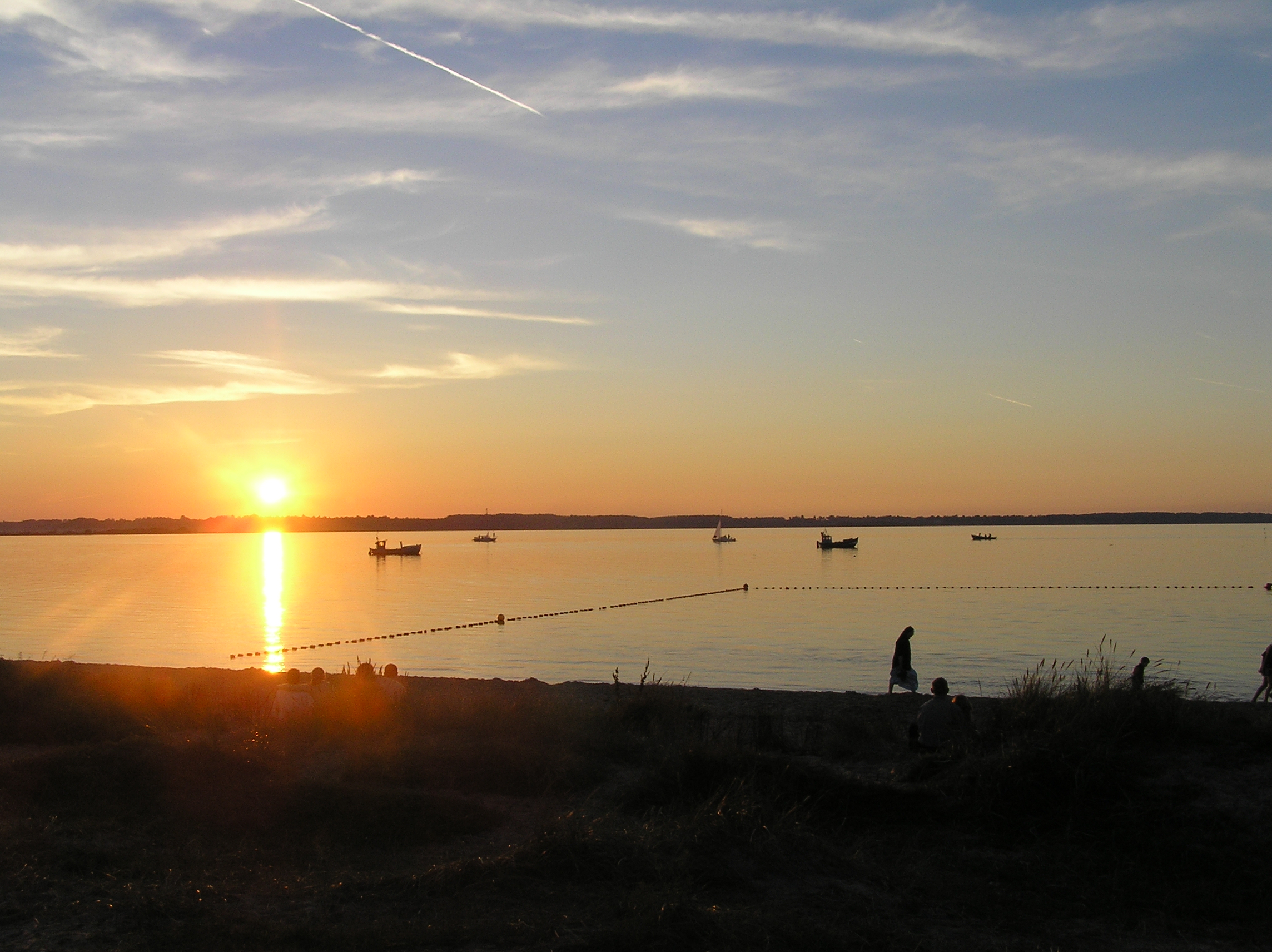
Coucher de soleil sur la baie de Puck

Le village compte 905 habitants.